# Мупінія
Мупі́нія (Moupinia poecilotis) — вид горобцеподібних птахів родини суторових (Paradoxornithidae). Ендемік Китаю. Це єдиний представник монотипового роду Мупінія (Moupinia).

## Опис
Довжина птаха становить 15 см. Хвіст довгий, дзьоб короткий, вигнутий. Верхня частина тіла коричнева, нижня частина тіла білувата або охриста, крила рудуваті.

## Поширення і екологія
Мупінії мешкають в гірських районах на південному заході Китаю, від Цинхаю до південно-західного Сичуаню і північно-західного Юньнаню. Вони живуть на високогірних луках, на гірських схилах, порослих чагарниками і травою, в заростях на берегах річок і струмків. Зустрічаються на висоті від 1500 до 3300 м над рівнем моря. Живляться беззхребетними, яких шукають в заростях на висоті 2-3 м над землею. Гніздяться у червні-липні. Гніздо чашоподібне, зроблене з гіолочок, листя і кори, розміщується на дереві. В кладці 3 яйця.